# مسجد مرکزی لندن

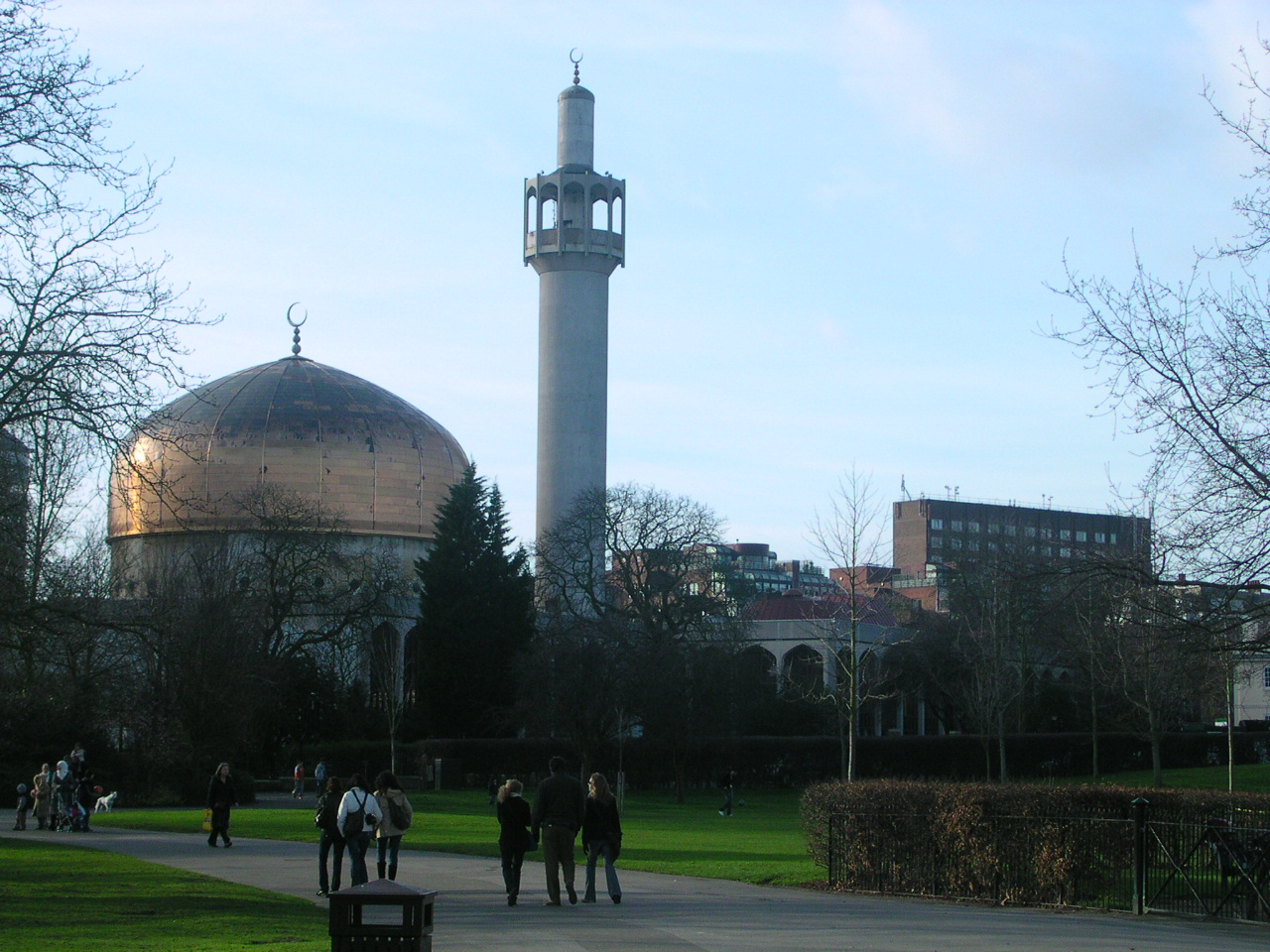
مسجد مرکزی لندن

مسجد مرکزی لندن (به انگلیسی: London Central Mosque) مسجد بزرگی در محله وستمینستر لندن واقع شده‌است. این مسجد به مرکز اسلامی لندن متصل است.

## پیشینه
در سال ۱۹۴۰ (میلادی) دولت بریتانیا زمینی را به منظور تبدیل آن به یک مسجد برای مسلمانان بریتانیا خریداری کرد در ۲۴ اکتبر همان سال مقامات کابینه چرچیل در زمان جنگ ۱۰۰ هزار پوند برای خرید زمینی برای ساخت مسجد در لندن اختصاص دادند.
مسجد مرکزی لندن به صورت رسمی توسط جورج ششم در سال ۱۹۴۴ (میلادی) افتتاح و به عنوان یک هدیه به جامعه مسلمانان اهدا شد، که به علت جنگ و دیگر دلایل افتتاح آن تا سال ۱۹۷۸ (میلادی) به تعویق افتاد.

## معماری
طراحی این مسجد را فردریک گیبرد برعهده داشت که در سال ۱۹۷۸ (میلادی) تکمیل شد و بر بالای آن چون مساجد سنتی اسلام یک گنبد طلایی که از محوطه داخلی با اشکال سنتی اسلامی تزئین شده‌است قرار داد.
ساختمان اصلی مسجد شامل دو سالن برای اقامه نماز و یک بخش سه طبقه دربرگیرندهٔ سالن اجتماعات، کتابخانه، اتاق مطالعه، دفتر اجرایی و مناره‌ها است. سالن اصلی این مسجد که با هدف برطرف کردن نیاز معنوی جمعیت در حال رشد مسلمانان لندن و بازدید کنندگان مسلمان ساخته شده دربرگیرنده بیش از ۴۰۰۰ هزار نمازگزار است. اما در عمل این تعداد از ۶۰۰۰ نفر نیز تجاور می‌کند. غیر از چلچراغ‌ها و قالی‌های بسیار بزرگ، محوطه داخلی مسجد از وسائل چندانی برخوردار نیست.

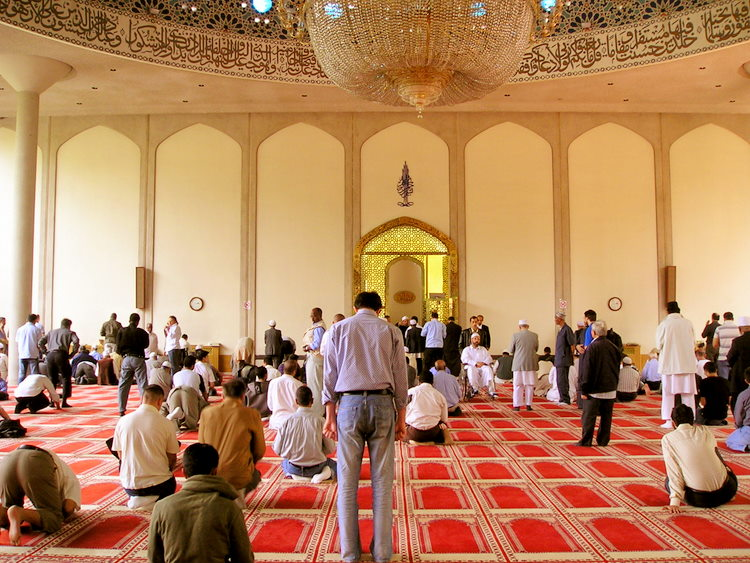
پس از نماز جمعه